# Dolichopus gracilis
Dolichopus gracilis är en tvåvingeart som beskrevs av Aldrich 1893. Dolichopus gracilis ingår i släktet Dolichopus och familjen styltflugor. Inga underarter finns listade i Catalogue of Life.